# Zisofs
Zisofs — модификация файловой системы ISO 9660 Rock Ridge с поддержкой прозрачного сжатия, позволяющая записывать файлы в сжатом виде на оптический диск или в образы файловой системы. Поддерживается ядром Linux начиная с версии 2.4.14 и в более поздних, может быть примонтирована с помощью FUSE-приложения fuseiso. Под другими операционными системами формат не поддерживается, ими воспроизводятся только имена файлов. Ранее Zisofs использовалось при создании LiveCD, но была вытеснена squashfs.
Для работы с форматом используется пакет zisofs-tools, утилита mkzftree создает образы. Также может быть создан утилитами libisofs и GNU xorriso. Минимальный размер образа zisofs составляет 512 КБ, максимальный размер файлов внутри образа, для которых может применяться сжатие — 4 ГБ минус 1 байт.
Формат zisofs может использоваться в первой версии пакетов AppImage для распространения программ для Linux. Пакеты AppImage представляют собой один файл, содержащий код и данные приложения вместе со всеми зависимостями.
Реализует пофайловое сжатие с применением алгоритма Deflate (compress2) из zlib с блочным разделением входного потока на фрагменты размером 32 КБ, 64 КБ или 128 КБ. Система хранит таблицу смещений сжатых блоков, что позволяет значительно ускорить произвольный доступ по различным смещениям внутри сжатого файла, не требуя полной распаковки блоков, предшествующих данному
По сравнению с более современными сжатыми образами файловых систем, например, squashfs, формат zisofs показывает меньший уровень сжатия и более низкую производительность. Формат не предоставляет возможностей по дозаписи или изменению файлов.
Драйвер zisofs в версиях ядра Linux до 2.6.12.5 (2005 год) обладал встроенной уязвимостью типа DoS, получивший рейтинг по шкале CVSS в 5 баллов из 10.
Существует экспериментальная реализация драйвера zisofs для ОС семейства Windows.